# شمشاديات
الشمشاديات أو الشمشيريات أو البقسيات (الاسم العلمي: Buxales) هي رتبة من النباتات تتبع طبقة الشمشاداوايات من طائفة ثنائيات الفلقة.

## التصنيف
- الشمشادية
  - الشمشاد